# 科奎
科奎（羅馬化：Kokuy）是俄罗斯外贝加尔边疆区的市级镇，属斯列坚斯克区，位于石勒喀河左岸，在区行政中心斯列坚斯克西南、边疆区首府赤塔东方。
该地2021年人口有6,847人；2010年人口7,179；2002年人口8,119；1989年人口9,492。